# Pinheyschna rileyi
Pinheyschna rileyi is een echte libel uit de familie van de glazenmakers (Aeshnidae).
De soort staat op de Rode Lijst van de IUCN als niet bedreigd, beoordelingsjaar 2009.
De wetenschappelijke naam van de soort werd in 1892 als Aeshna rileyi gepubliceerd door Philip Powell Calvert.